# Lycosa aragogi
Lycosa aragogi ist eine Art der Wolfspinnen (Lycosidae), die im Iran vorkommt und 2017 wissenschaftlich beschrieben wurde. Benannt wurde sie nach der fiktiven Spinne Aragog aus dem Roman Harry Potter und die Kammer des Schreckens wegen der Ähnlichkeit mit der Figur im gleichnamigen Film, die auf einer Wolfspinne aufbaut.

## Merkmale
Lycosa aragogi wurde nur auf Basis eines einzelnen weiblichen Tieres beschrieben, die Männchen der Art sind unbekannt. Die Gesamtlänge der Spinne beträgt 26 Millimeter, der Carapax ist 11,3 Millimeter lang und 7,5 Millimeter breit. Er ist geprägt durch ein leicht ausgeprägtes allmähliches Absteigen der Thoraxregion, der Augenbereich ist nicht erhöht. Der Carapax besitzt zwei schwarze und drei weiße Streifen, die aus einzelnen Borstenhaaren (Setae) gebildet werden und die bis zu den mittleren vorderen Augen reichen. Der Clypeus ist mit schwarzen Borsten bestanden. Das Sternum und das Labium sind braun und ebenfalls  mit schwarzen Borsten besetzt.
Das Abdomen ist gelb mit einer Serie schwarzer Flecken und weißer Borsten auf der Oberseite. Die Bauchseite besitzt vor der epigastrischen Furche mehrere schwarze Borsten sowie weiße Borsten und einige Punkte mit schwarzen Borsten im hinteren Bereich. Der Bereich um die Spinnwarzen ist mit schwarzen Setae besetzt. Die Spinnwarzen selbst sind gelb und mit schwarzen Borsten besetzt. Die Cheliceren sind braun und mit schwarzen Borsten besetzt. Das Basalsegment der Cheliceren besitzen drei Promarginal- und 3 Retromarginal-Zähne. Die Palpen sind braun mit weißen und schwarzen Borsten. die Patellae, Tibiae und Tarsi besitzen jeweils oberseitige Makrosetae. Die Beine sind braun mit weißen und schwarzen Borsten.
Als wesentliches Merkmal zur Abgrenzung zu anderen Arten wird der spezifische Bau der Genitalien angegeben: Die Epigyne besitzt zwei vordere Taschen mit einem tiefen dazwischenliegenden medianen Schnitt. Die Form des Septum ist ähnlich wie bei einem Kegelkolben mit einer vorderen mittleren Furche, der hintere Teil des Septums besitzt zwei Setae. Länge des Septums beträgt mehr als das 1,5-fache der Breite seines hinteren Teils. Die Spermatheca sind oval mit zahlreichen Poren, eine massive Falte mit unbekannter Funktion befindet sich vor der Spermathek und eine Drüse an deren Basis.

## Verbreitung
Der bisher einzige Fundort der Art ist der Fundort des Typus in der Provinz Kerman zwischen Kerman und Rafsanjan im Iran. Der Fundort lag in einer Höhe zwischen 2200 und 2300 Metern.

## Lebensweise
Über die Lebensweise der Art liegen keine Angaben vor. Der Lebensraum im Bereich des Fundortes des Typus besteht aus einem gebirgigen Gebiet mit einer Xerophytenvegetation, die hauptsächlich aus  Astragalus sp. besteht. Das Exemplar wurde in ihrer Wohnhöhle gesammelt, die in einem steinigen Hang angelegt worden war.

## Systematik und Benennung
Lycosa aragogi wurde 2017 als eigenständige Art innerhalb der Gattung Lycosa innerhalb der Wolfspinnen (Lycosidae) von Anton A. Nadolny und Alireza Zamani wissenschaftlich beschrieben. In der Familie der Wolfspinnen wird die Gattung der Unterfamilie Lycosinae und der Tribus Lycosini zugeordnet. Die Erstbeschreiber stellten allerdings fest, dass Lycosa aragogi, im Rahmen einer möglichen Revision der als wahrscheinlich paraphyletisch angesehenen Gattung Lycosa, als Vertreter einer eigenständigen Gattung betrachtet werden könnte. Die Spinne hat spezifische morphologische Merkmale, vor allem in der Ausbildung der Epigyne, die eine Abgrenzung zu anderen Gruppen innerhalb der jetzt bestehenden Gattung rechtfertigen könnten.
Benannt wurde sie nach der fiktiven Spinne Aragog aus dem Roman Harry Potter und die Kammer des Schreckens der britischen Autorin J.K. Rowling. Grund dafür ist die Ähnlichkeit zu der im gleichnamigen Film auftretenden Riesenspinne, die nach dem Vorbild der Wolfspinnen gestaltet wurde.

## Belege
1. 1 2 3 4 5 6 7 8 9  Anton A. Nadolny, Alireza Zamani: A new species of burrowing wolf spiders (Araneae: Lycosidae: Lycosa) from Iran. Zootaxa 4286 (4), 2017; S. 597–600. doi:10.11646/zootaxa.4286.4.13
2. ↑  Laura Geggel: Furry 'Harry Potter' Spider Discovered in Mountain Burrow. Live Science vom 7. Juli  2017, abgerufen am 14. November 2019